# Бирач
Бирач (серб. Birač / Бирач) — исторический регион Боснии и Герцеговины, куда входят территории современных городов и общин Республики Сербской Миличи, Власеница, Сребреница, Братунац, Зворник и Шековичи.

## География
Регионом Бирач со времён Османской империи называют область в среднем Подринье, ограниченный Власеницей на западе и Сребреницей на востоке. Представляет собой плато высотой от 600 до 900 м. Простирается в направлении северо-запад — юго-восток. Высочайшие вершины — Сирика (1071 м), Комич (1032 м), Лисина (1262 м). Достаточно много долин рек, которые протекают на юго-западе в горах Явор и текут на северо-запад, впадая в реку Ядар. Бирач известен своим мягким климатом и растительностью. Небольшая часть земли отводится под сельское хозяйство — куда большую часть занимают хвойные и лиственные леса.
Крупнейшие населённые пункты: Горни-Залуковик, Врли-Край, Герови, Бачичи, Вишница, Нуричи, Помол, Бечичи, Горне-Врсине, Доне-Врсине, Заклопача, Заградже. Основные занятия — лесное хозяйство и животноводство.

## История
Во время турецкого владычества эта земля называлась «Бирче». С конца XVI века существовал кадилук, который наживался Кнежина с Бирчем: туда входили города Кнежина, Нова-Касаба и Власеница. На территории кадилука находился монастырь Ловница. С тех времён осталось много исторических памятников, дорог, зданий, крепостей и церквей.
Во время Второй мировой войны в Бираче шли активные бои между югославскими партизанами Тито и четниками, хотя и те, и другие также отражали натиски усташей.
В ноябре 1990 года после свободных выборов в Боснии и Герцеговине боснийские сербы начали процесс создания собственного автономного государства, и в сентябре 1991 года в составе Боснии и Герцеговины появились Сербские автономные области. 9 ноября была образована Сербская автономная область Бирач, которую упразднили 21 ноября по решению Скупщины боснийских сербов, включивших Бирач в состав Сербской автономной области Романия — Бирач
9 января 1992 года боснийские сербы провозгласили образование Сербской Республики Боснии и Герцеговины, в состав которой вошли все Сербские автономные области, провозглашённые в Боснии и Герцеговине в начале 1990-х годов. 12 августа 1992 года государство было переименовано в Республику Сербскую. Территория Бирача осталась в составе Республики Сербской и после завершения гражданской войны.